# Grand Prix Brazílie 1974
Grand Prix Brazílie 1974 (oficiálně III Grande Premio do Brasil) se jela na okruhu Autódromo José Carlos Pace v Sao Paulo v Brazílii dne 27. ledna 1974. Závod byl druhým v pořadí v sezóně 1974 šampionátu Formule 1.

## Kvalifikace
| Poř. | No. | Jezdec               | Konstruktér       | Čas     | Ztráta | Pořadí na startu |
| ---- | --- | -------------------- | ----------------- | ------- | ------ | ---------------- |
| 1    | 5   | Emerson Fittipaldi   | McLaren-Ford      | 2.32.97 | —      | 1                |
| 2    | 7   | Carlos Reutemann     | Brabham-Ford      | 2.33.21 | +0.24  | 2                |
| 3    | 12  | Niki Lauda           | Ferrari           | 2.33.77 | +0.80  | 3                |
| 4    | 1   | Ronnie Peterson      | Lotus-Ford        | 2.33.82 | +0.85  | 4                |
| 5    | 2   | Jacky Ickx           | Lotus-Ford        | 2.34.64 | +1.67  | 5                |
| 6    | 16  | Peter Revson         | Shadow-Ford       | 2.34.66 | +1.69  | 6                |
| 7    | 33  | Mike Hailwood        | McLaren-Ford      | 2.34.95 | +1.98  | 7                |
| 8    | 11  | Clay Regazzoni       | Ferrari           | 2.35.05 | +2.08  | 8                |
| 9    | 20  | Arturo Merzario      | Iso Marlboro-Ford | 2.35.15 | +2.18  | 9                |
| 10   | 19  | Jochen Mass          | Surtees-Ford      | 2.35.43 | +2.46  | 10               |
| 11   | 6   | Denny Hulme          | McLaren-Ford      | 2.35.54 | +2.57  | 11               |
| 12   | 18  | Carlos Pace          | Surtees-Ford      | 2.35.63 | +2.66  | 12               |
| 13   | 9   | Hans-Joachim Stuck   | March-Ford        | 2.35.64 | +2.67  | 13               |
| 14   | 3   | Jody Scheckter       | Tyrrell-Ford      | 2.35.78 | +2.81  | 14               |
| 15   | 28  | John Watson          | Brabham-Ford      | 2.36.06 | +3.09  | 15               |
| 16   | 4   | Patrick Depailler    | Tyrrell-Ford      | 2.36.21 | +3.24  | 16               |
| 17   | 14  | Jean-Pierre Beltoise | BRM               | 2.36.49 | +3.52  | 17               |
| 18   | 24  | James Hunt           | March-Ford        | 2.37.24 | +4.27  | 18               |
| 19   | 17  | Jean-Pierre Jarier   | Shadow-Ford       | 2.37.63 | +4.66  | 19               |
| 20   | 10  | Howden Ganley        | March-Ford        | 2.37.65 | +4.68  | 20               |
| 21   | 26  | Graham Hill          | Lola-Ford         | 2.38.62 | +5.65  | 21               |
| 22   | 15  | Henri Pescarolo      | BRM               | 2.38.80 | +5.83  | 22               |
| 23   | 37  | François Migault     | BRM               | 2.39.20 | +6.23  | 23               |
| 24   | 8   | Richard Robarts      | Brabham-Ford      | 2.39.85 | +6.88  | 24               |
| 25   | 27  | Guy Edwards          | Lola-Ford         | 2.42.15 | +9.18  | 25               |

## Závod
| Poř.   | No. | Jezdec               | Konstruktér       | Počet kol | Čas/Odstoupení | Pořadí na startu | Body |
| ------ | --- | -------------------- | ----------------- | --------- | -------------- | ---------------- | ---- |
| 1      | 5   | Emerson Fittipaldi   | McLaren-Ford      | 32        | 1:24:37.06     | 1                | 9    |
| 2      | 11  | Clay Regazzoni       | Ferrari           | 32        | + 13.57        | 8                | 6    |
| 3      | 2   | Jacky Ickx           | Lotus-Ford        | 31        | + 1 kolo       | 5                | 4    |
| 4      | 18  | Carlos Pace          | Surtees-Ford      | 31        | + 1 kolo       | 12               | 3    |
| 5      | 33  | Mike Hailwood        | McLaren-Ford      | 31        | + 1 kolo       | 7                | 2    |
| 6      | 1   | Ronnie Peterson      | Lotus-Ford        | 31        | + 1 kolo       | 4                | 1    |
| 7      | 7   | Carlos Reutemann     | Brabham-Ford      | 31        | + 1 kolo       | 2                |      |
| 8      | 4   | Patrick Depailler    | Tyrrell-Ford      | 31        | + 1 kolo       | 16               |      |
| 9      | 24  | James Hunt           | March-Ford        | 31        | + 1 kolo       | 18               |      |
| 10     | 14  | Jean-Pierre Beltoise | BRM               | 31        | + 1 kolo       | 17               |      |
| 11     | 26  | Graham Hill          | Lola-Ford         | 31        | + 1 kolo       | 21               |      |
| 12     | 6   | Denny Hulme          | McLaren-Ford      | 31        | + 1 kolo       | 11               |      |
| 13     | 3   | Jody Scheckter       | Tyrrell-Ford      | 31        | + 1 kolo       | 14               |      |
| 14     | 15  | Henri Pescarolo      | BRM               | 30        | + 2 kola       | 22               |      |
| 15     | 8   | Richard Robarts      | Brabham-Ford      | 30        | + 2 kola       | 24               |      |
| 16     | 37  | François Migault     | BRM               | 30        | + 2 kola       | 23               |      |
| 17     | 19  | Jochen Mass          | Surtees-Ford      | 30        | + 2 kola       | 10               |      |
| Ret    | 28  | John Watson          | Brabham-Ford      | 27        | Spojka         | 15               |      |
| Ret    | 9   | Hans Joachim Stuck   | March-Ford        | 24        | Převodovka     | 13               |      |
| Ret    | 17  | Jean-Pierre Jarier   | Shadow-Ford       | 21        | Brzdy          | 19               |      |
| Ret    | 20  | Arturo Merzario      | Iso-Marlboro-Ford | 20        | Klapka         | 9                |      |
| Ret    | 16  | Peter Revson         | Shadow-Ford       | 10        | Přehřátí       | 6                |      |
| Ret    | 10  | Howden Ganley        | March-Ford        | 8         | Zapalování     | 20               |      |
| Ret    | 12  | Niki Lauda           | Ferrari           | 2         | Motor          | 3                |      |
| Ret    | 27  | Guy Edwards          | Lola-Ford         | 2         | Šasi           | 25               |      |
| Zdroj: |     |                      |                   |           |                |                  |      |

## Průběžné pořadí po závodě
Pohár jezdců
| Pořadí | Jezdec             | Body |
| ------ | ------------------ | ---- |
| 1      | Clay Regazzoni     | 10   |
| 2      | Emerson Fittipaldi | 9    |
| 3      | Denny Hulme        | 9    |
| 4      | Niki Lauda         | 6    |
| 5      | Mike Hailwood      | 5    |
| Zdroj: |                    |      |

Pohár konstruktérů
| Pořadí | Konstruktér  | Body |
| ------ | ------------ | ---- |
| 1      | McLaren-Ford | 18   |
| 2      | Ferrari      | 12   |
| 3      | Lotus-Ford   | 4    |
| 4      | Surtees-Ford | 3    |
| 5      | BRM          | 2    |
| Zdroj: |              |      |